# أرتور بينيا
أرتور بينيا (بالإسبانية: Arturo Peña)‏ هو منافس ألعاب قوى إسباني، ولد في 21 نوفمبر 1903 في Deusto ‏ في إسبانيا، وتوفي في 13 ديسمبر 1969.

## وصلات خارجية
- أرتور بينيا على موقع أوليمبيديا (الإنجليزية)